# Supernova imposteuse

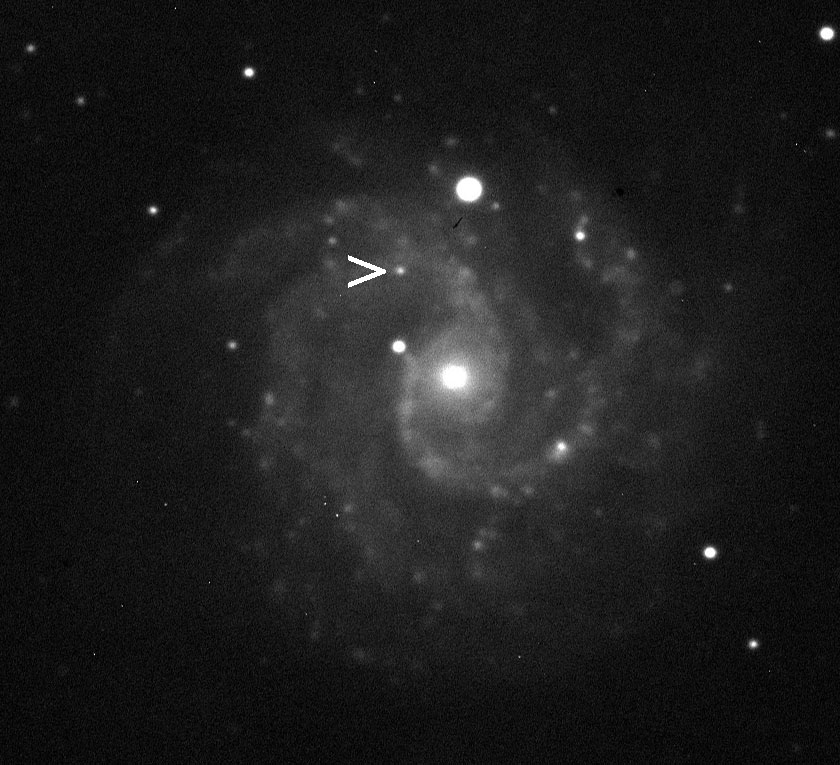
Supernova imposteuse SN2010dn dans NGC 3184.

Les supernovæ imposteuses sont des explosions stellaires qui apparaissent de prime abord être un type de supernova. Cependant, elles ne détruisent pas leur étoile progénitrice. Ainsi, elles devraient être considérées comme étant une classe de novae très puissantes. Elles sont également connues sous les appellations supernovae de type V, analogues de Eta Carinae et éruptions géantes de LBV.

## Apparence, origine et perte de masse
Les supernovæ imposteuses apparaissent comme des supernovæ remarquablement faibles de type spectral IIn, celles qui ont de l'hydrogène dans leur spectre et d'étroites lignes spectrales indiquant de relativement faibles vitesses de gaz. Ces imposteuses dépassent leur état de pré-explosion de plusieurs magnitudes, avec des pics typiques de magnitude visuelle absolue de −11 à −14, rendant ces explosions aussi brillantes que les étoiles les plus lumineuses. Le mécanisme de déclenchement de ces crises reste inexpliqué, même si on pense que ces phénomènes seraient causés par la violation de la luminosité limite classique d'Eddington, initiant une importante perte de masse. Si le rapport de l'énergie rayonnée à l'énergie cinétique est proche de l'unité, comme dans Eta Carinae, alors on peut s'attendre à une masse éjectée d'environ 0,16 masse solaire.

## Exemples
De possibles exemples de supernovæ imposteuses incluent l'éruption d'Eta Carinae en 1843, P Cygni, SN 1961V, SN 1954J, SN 1997bs, SN 2008S dans NGC 6946, et SN 2010dn où des détections d'étoiles progénitrices survivantes sont revendiquées.
Une supernova imposteuse qui fit la une après coup fut celle observée le 20 octobre 2004, dans la galaxie UGC 4904, par l'astronome amateur japonais Koichi Itagaki. Cette étoile LBV explosa tout juste deux ans plus tard, le 11 octobre 2006, en tant que supernova SN 2006jc.